# Dwike Mitchell
Dwike Mitchell, geboren als Ivory Mitchell, Jr. (Dunedin, 14 februari 1930 - Jacksonville, 7 april 2013) was een Amerikaanse jazz-pianist in de bop.
Mitchell kreeg als kind klassieke pianoles. Van 1946 tot 1949 was hij in het leger en in deze periode leerde hij de hoornist en contrabassist Willie Ruff kennen, met wie hij in 1955 een langdurige samenwerking begon: met Ruff vormde hij een duo tot 2011. Voordat deze samenwerking begon studeerde Mitchell aan het conservatorium van Philadelphia om muziekleraar te worden, ook maakte hij deel uit van de band van Lionel Hampton. Zijn duo met Ruff was een van de eerste Westerse jazzgroepen die de Sovjet-Unie en China bezocht. Met Ruff nam hij veel platen op, op sommige platen speelt trompettist Dizzy Gillespie mee.
Over het duo schreef William Zinsser in 1984 het boek "Mitchel & Ruff: An American profile in Jazz".

## Discografie (selectie)
met Willie Ruff:
- The Mitchell-Ruff Duo, 1956
- Campus Concert, 1956
- Appearing Nightly, 1958
- Jazz Mission to Moscow, 1959
- The Sound of Music, 1960
- The Mitchell-Ruff Duo Plus Strings & Brass, 1960
- Jazz for Juniors, 1960
- Trio, 1961
- After This Message, 1966
- Brazilian Trip, 1967
- In Concert (met Dizzy Gillespie), 1971
- Strayhorn: A Mitchell-Ruff Interpretation, 1972
- Enduring Magic (met Dizzy Gillespie), 1986
- The Catbird Seat, 2002

- Bibliothèque nationale de France: cb139438822 (data)
- Gemeinsame Normdatei: 123163501
- International Standard Name Identifier: 0000 0001 0334 9978
- Library of Congress Control Number: n83135273
- MusicBrainz: 97c84ec3-4d0a-4b6c-b435-255404c6e994
- Nationale Bibliotheek van Israël: 987007452601305171
- Nederlandse Thesaurus van Auteursnamen: 228042232
- Virtual International Authority File: 154354169
- WorldCat: E39PBJtX48Q4ymWw44k9ttGfv3